# Melodrama (албум)
Melodrama е вторият студиен албум на новозеландската певица Лорд, издаден на 16 юни 2017 г. от Lava и Republic Records.
Албумът е изцяло композиран от изпълнителката, която е и негов продуцент. Копродуценти на албума са Франк Дюкс и Джак Антоноф, известен още със съвместната си работа с Тейлър Суифт, Лана Дел Рей и Чарли Екс Си Екс. Лорд се оттегля от светлината на прожекторите и пътува между Нова Зеландия и Съединените щати след успешния си дебютен албум Pure Heroine (2013) и създава Melodrama като отражение на разочарованието си от славата и самотата ѝ след първата преживяна раздяла.
Песните Green Light, Perfect Places и Homemade Dynamite са издадени като сингли. Lorde популяризира албума чрез няколко музикални фестивала, които оглавява, и световното турне на Melodrama през 2017 и 2018 г.
Melodrama получава широко признание от съвременните критици и печели музикална награда на Нова Зеландия за албум на годината. Също така е номиниран за албум на годината на 60-те годишни награди „Грами през 2018 г.